# Roè Volciano
Roè Volciano ist eine norditalienische Gemeinde (comune) mit 4327 Einwohnern (Stand 31. Dezember 2023) im Val Sabbia der Provinz Brescia in der Lombardei. Die Gemeinde liegt etwa 21,5 Kilometer nordöstlich von Brescia und ist Teil der Comunità montana della Valle Sabbia. Etwa 3 Kilometer östlich der Gemeinde liegt der Gardasee. Im Westen begrenzt der Chiese die Gemeinde.

## Verkehr
Durch die Gemeinde führt die Strada Statale 45bis Gardesana Occidentale von Cremona nach Trient.

## Persönlichkeiten
- Jacopo Bonfadio (1508–1550), Humanist
- Bruno Leali (* 1958), Radrennfahrer